# Mioglia
Mioglia é uma comuna italiana da região da Ligúria, província de Savona, com cerca de 561 habitantes. Estende-se por uma área de 20 km², tendo uma densidade populacional de 28 hab/km². Faz fronteira com Giusvalla, Pareto (AL), Pontinvrea, Sassello.

## Demografia
| Variação demográfica do município entre 1861 e 2011                               |
|                                                                                   |
| Fonte: Istituto Nazionale di Statistica (ISTAT) - Elaboração gráfica da Wikipedia |